# Racecourse Ground
Racecourse Ground – stadion piłkarski, położony w Walii, na którym swoje mecze rozgrywa drużyna Wrexham. Stadion ten został otwarty w 1872 roku. Może pomieścić on 15 500 osób.